# Neue wirtschaftliche Vorgänge im bäuerlichen Leben

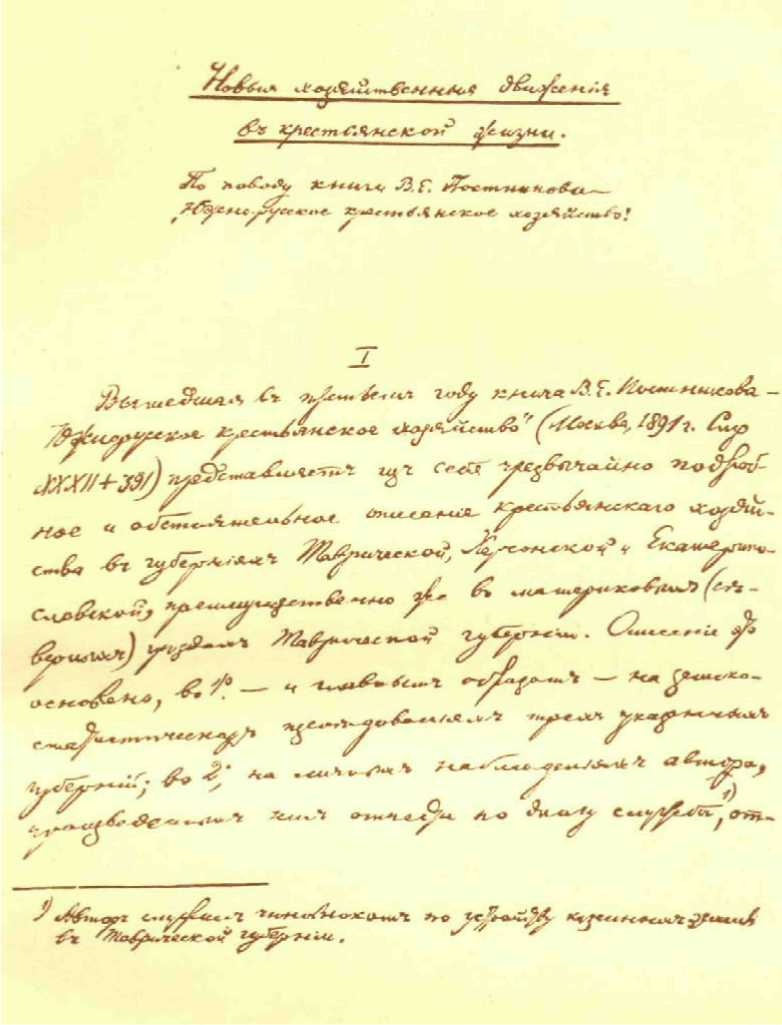
Die erste Seite des Manuskripts

Neue wirtschaftliche Vorgänge im bäuerlichen Leben (russisch Новые хозяйственные движения в крестьянской жизни) ist die früheste Schrift Lenins, die bis heute erhalten geblieben ist. Der Artikel wurde im Frühjahr 1893 in Samara für die legale Presse geschrieben. Obwohl Lenin den Artikel in der Zeitschrift Russkaja Mysl veröffentlichen wollte, wurde der Artikel von der Redaktion zurückgewiesen, da er nicht der Richtung der Zeitschrift entsprach.

## Manuskripte
Das Institut für Marxismus-Leninismus beim ZK der KPdSU besaß zwei Manuskripte des Artikels. Die Urschrift entstammte dem persönlichen Archiv Lenins, das zweite Manuskript war die im Archiv der Moskauer Justizkammer aufgefundene endgültige, von Lenin redigierte Fassung des Artikels.

## Bedeutung
Die frühere Schrift des jungen Lenin basierte auf dem Buch von W. J. Postnikow „Die südrussische Bauernwirtschaft“ und den Semstwostatistiken, die von Postnikow verwendet wurden. Das Institut für Marxismus-Leninismus besaß eine Kopie dieses Buchs, die mit Bemerkungen Lenins versehen war. Die diesem Artikel zugrunde liegenden Materialien und Statistiken verwandte Lenin zum großen Teil im zweiten Kapitel seines ersten großen Werkes „Die Entwicklung des Kapitalismus in Russland“.